# Bahía Margarita
La bahía Margarita (en inglés: Marguerite Bay) es una extensa bahía ubicada al oeste de la península Antártica, la cual limita al norte con la isla Adelaida y al sur con la últimamente disminuida barrera de hielo Wordie, el canal Jorge VI y con la gran isla Alejandro I. Las coordenadas geográficas de bahía Margarita son (68°30′S 068°30′O / -68.500, -68.500). La bahía fue descubierta en 1909 por la Cuarta Expedición Antártica Francesa al mando del Dr. Jean-Baptiste Charcot, quien la bautizó como homenaje a su esposa.
Dentro de la bahía se hallan las islas Pourquoi Pas, Herradura y Lagotellerie.

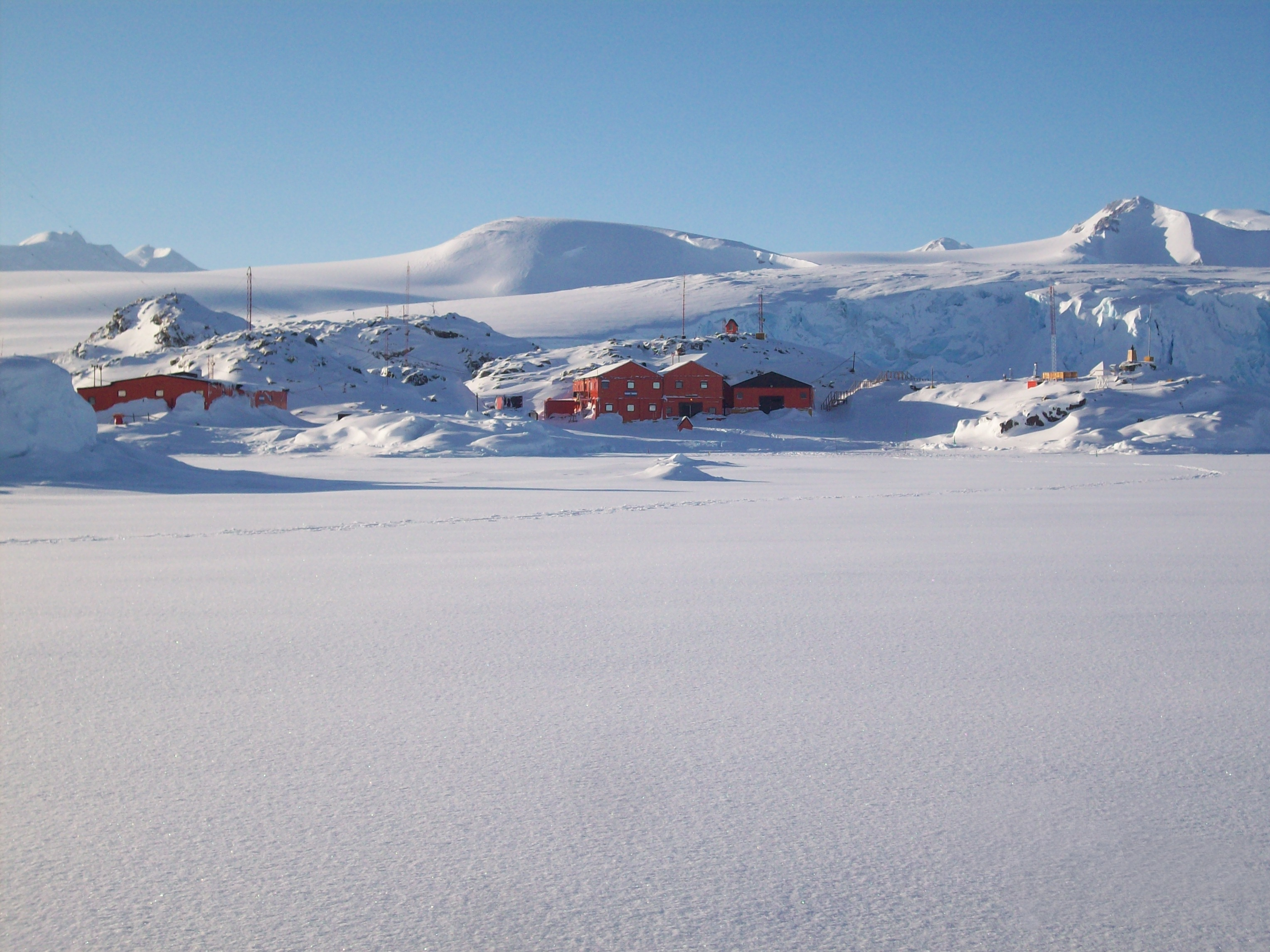
Vista general de la Base San Martín en la bahía Margarita.

En el islote Barry o San Martín que integra el grupo de los islotes Debenham ubicados en la caleta Sanavirón, paso Mottet de la bahía Margarita, frente a la costa Fallières, se halla la Base San Martín del Ejército Argentino. Fue fundada el 21 de marzo de 1951 por el coronel Hernán Pujato, cuyas cenizas se hallan en un mausoleo en el vecino islote Santa Bárbara. En 1960 fue desactivada, volviendo a funcionar permanentemente a partir del 21 de marzo de 1976.